# Прихована реальність
Прихована реальність: Паралельні всесвіти та глибокі закони космосу (англ. The Hidden Reality: Parallel Universes and the Deep Laws of the Cosmos) — книга Браяна Гріна, опублікована в 2011 році, яка досліджує концепцію мультивсесвіту та можливість існування паралельних всесвітів. Книга була номінована на Вінтонську премію Королівського товариства за наукові книги за 2012 рік.

## Зміст
У своїй книзі Грін описав дев'ять типів паралельних всесвітів:
- Клаптяний мультивсесвіт в нескінченному всесвіті обов'язково повторюються в просторі, створюючи паралельні світи.
- Інфляційний мультивсесвіт означає, що вічна космологічна інфляція породжує величезну мережу всесвітів-бульбашок, однією з яких є наш Всесвіт.
- Мультивсесвіт бран стверджує, що в М-теорії, у сценарії світу бран, наш Всесвіт існує на одній тривимірній брані, зануреній у простір вищої розмірності, який може містити й інші бранами — інші паралельні всесвіти.
- Циклічний мультивсесвіт означає, що зіткнення між світами-бранами можуть проявлятися як початок нових одночасно існуючих світів, схожий на великий вибух.
- Пейзажний мультивсесвіт[en] стверджує, що завдяки поєднанню інфляційної космології та теорії струн багато різних форм додаткових вимірів теорії струн породжують багато різних всесвітів-бульбашок.
- Квантовий мультивсесвіт створює новий всесвіт щоразу, коли відбувається розгалуження подій, як це передбачає багатосвітова інтерпретація квантової механіки.
- Голографічний мультивсесвіт випливає з теорії про те, що опис тривимірного простору можна розглядати як закодований на його двовимірній межі.
- Симульований мультивсесвіт припускає, що наш Всесвіт — це лише симуляція.
- Остаточний мультивсесвіт — це остаточна теорія, яка говорить, що кожен можливий всесвіт є справжнім всесвітом, таким чином усуваючи питання про те, чому одна можливість — наша — є особливою. Ці всесвіти втілюють усі можливі математичні рівняння.

## Відгуки
- Тімоті Ферріс[en] пише в рецензії в The New York Times Book Review[en], що «якби інопланетяни приземлилися завтра й вимагали знати, на що здатний людський розум, ми могли б дати їм копію цієї книги»[1].
- Ентоні Дорр у своїй колонці «Про науку» в газеті «Бостон глобус» писав, що «Грін може бути найкращим посередником, якого я знайшов між блискучим абсолютного холодним світом математики та теплим, незграбним світом людської мови». Дорр високо оцінив використання Гріном аналогій для пояснення складних явищ паралельних всесвітів[2].
- Джон Гріббін[en] у «Wall Street Journal» заявив, що «Прихована реальність» була «найслабшою книгою містера Гріна», але визнав, що попередні книги Гріна визначили таку високу планку, що це не дивно. Гріббін також критикував недостатню глибину деяких тем, таких як М-теорія та взаємодія тривимірних всесвітів[3].
- «Publishers Weekly» вітає «Приховану реальність» за «Глибокий, але дивовижно доступний погляд у загадковий світ сучасної теоретичної фізики та космології… Грін представляє ясний, захопливий і переможно зрозумілий сучасний погляд на Всесвіт»
- Джанет Маслін у The New York Times стверджує, що «містер Грін має дар прояснювати великі ідеї», і що книга «захоплює уяву»[4].
- Джон Горган[en] пише в Scientific American у статті з назвою «Чи спекуляції на мультивсесвітах такі ж аморальні, як спекуляції на субстандартних іпотеках?»: «Роздратування Горгана тим, що він бачить мультивсесвіт, який активно пропагують відомі фізики, схоже, більше пов'язане з ідеєю, що це відхід фізиків від взаємодії з реальним світом, щось морально недалекоглядне в епоху зростаючих проблем, які вчені могли б допомогти вирішити»[5].
- Пітер Войт[en] відзначав: "Мої власні моральні занепокоєння щодо мультивсесвіту більше пов'язані із занепокоєнням, що псевдонаука активно пропагується серед громадськості, що призводить до небезпеки того, що вона зрештою захопить науку, спочатку в галузі фундаментальної фізики, а потім, можливо, пошириться на інші[6].

## У масовій культурі
Книга та її автор були представлені в телевізійному серіалі «Теорія великого вибуху» в 20 серії 4 сезону «The Herb Garden Germination».